# Isla Kunë
La isla Kunë (en albanés: Ishulli i Kunës) es una isla situada en la costa de Albania en el mar Adriático. La isla se encuentra en el delta del río Drin cerca de la ciudad de Lezha y tiene una superficie de 1,3 km². Kune se caracteriza por una vegetación extravagante y variada, incluyendo plantas tales como pequeños arbustos mediterráneos y  bosques de sauces. La fauna es abundante también. La isla es el hogar de cerca de setenta especies de aves, veintidós especies de reptiles, seis especies de anfibios y veintitrés especies de mamíferos.
Muy cerca se encuentran las playas de Tale y Kunë que lleva el mismo nombre de la isla.